# Teoria delle equazioni
In matematica, la teoria delle equazioni comprende una parte importante dell'algebra tradizionale. Gli argomenti includono i polinomi, le equazioni algebriche, la separazione delle radici tra cui il teorema di Sturm, l'approssimazione delle radici e l'applicazione di matrici e determinanti alla soluzione delle equazioni.
Dal punto di vista dell'algebra astratta, la teoria spazia tra la teoria delle funzioni simmetriche, la teoria dei campi, la teoria di Galois, ed argomenti computazionali tra cui l'analisi numerica.